# Герлах I фон Изенбург-Коберн
Герлах I фон Изенбург-Коберн (на немски: Gerlach I von Isenburg-Kobern; * ок. 1149; † сл. 1209) от фамилията Изенберг, е господар на Изенбург-Коберн.

## Произход
Той е син на Герлах фон Изенбург († 1167) и втората му съпруга фон Лайнинген. Брат е на Хайнрих I фон Изенбург († ок. 1227), граф в Клееберг.
Господарите на Изенбург-Коберн притежават замъка Коберн до средата на 14 век.

## Фамилия
Герлах I се жени за фон Коберн. Те имат децата:
- Герлах II фон Изенбург-Коберн († 15 април 1235), женен за Юта († 9 юли 1253)
- Хайнрих I фон Коберн († 15 април 1235), женен, има син, който умира в деня на раждането му († 15 април 1235)